# Dioptoma adamsi
Dioptoma adamsi is een keversoort uit de familie Rhagophthalmidae. De wetenschappelijke naam van de soort is voor het eerst geldig gepubliceerd in 1860 door Francis Polkinghorne Pascoe. De soort werd aangetroffen in Dhaka in Brits-Indië. Ze is vernoemd naar Ernest Adams van University College London die het enige specimen van de soort ter beschikking had gesteld van Pascoe.